# Erich Thomas
Erich (Erik) Thomas (ur. 10 lutego 1897, zm. 18 listopada 1960) – as lotnictwa niemieckiego Luftstreitkräfte z 10 potwierdzonymi zwycięstwami w I wojnie światowej.
Służył w Jagdstaffel 9 od grudnia 1917 roku. Pierwsze zwycięstwo odniósł 3 stycznia nad balonem obserwacyjnym. W ciągu pierwszych trzech miesięcy 1918 roku odniósł wszystkie swoje zwycięstwa, z których 9 było nad balonami. Należał do grona Balloon Buster. 17 marca został przeniesiony do Jagdstaffel 22, gdzie odniósł swoje ostatnie zwycięstwo nad samolotem Sopwith.
W czasie walki 23 marca jego samolot został uszkodzony i rozbił się na terenie opanowanym przez wroga, a sam Erich Thomas dostał się do niewoli.
Jego powojenne losy nie są znane. Zmarł 18 listopada 1960 roku.

## Odznaczenia
- Krzyż Żelazny I Klasy
- Krzyż Żelazny II Klasy